# Aspidacanthina exigua
Aspidacanthina exigua är en tvåvingeart som beskrevs av Lindner 1966. Aspidacanthina exigua ingår i släktet Aspidacanthina och familjen vapenflugor.
Artens utbredningsområde är Kongo. Inga underarter finns listade i Catalogue of Life.